# Televen
Televen (acronimo di Televisión de Venezuela) è una rete televisiva venezuelana, fondata nel 1988 da Omar Camero e di proprietà di Corporación Televen S.A.